# Schloss Hammel

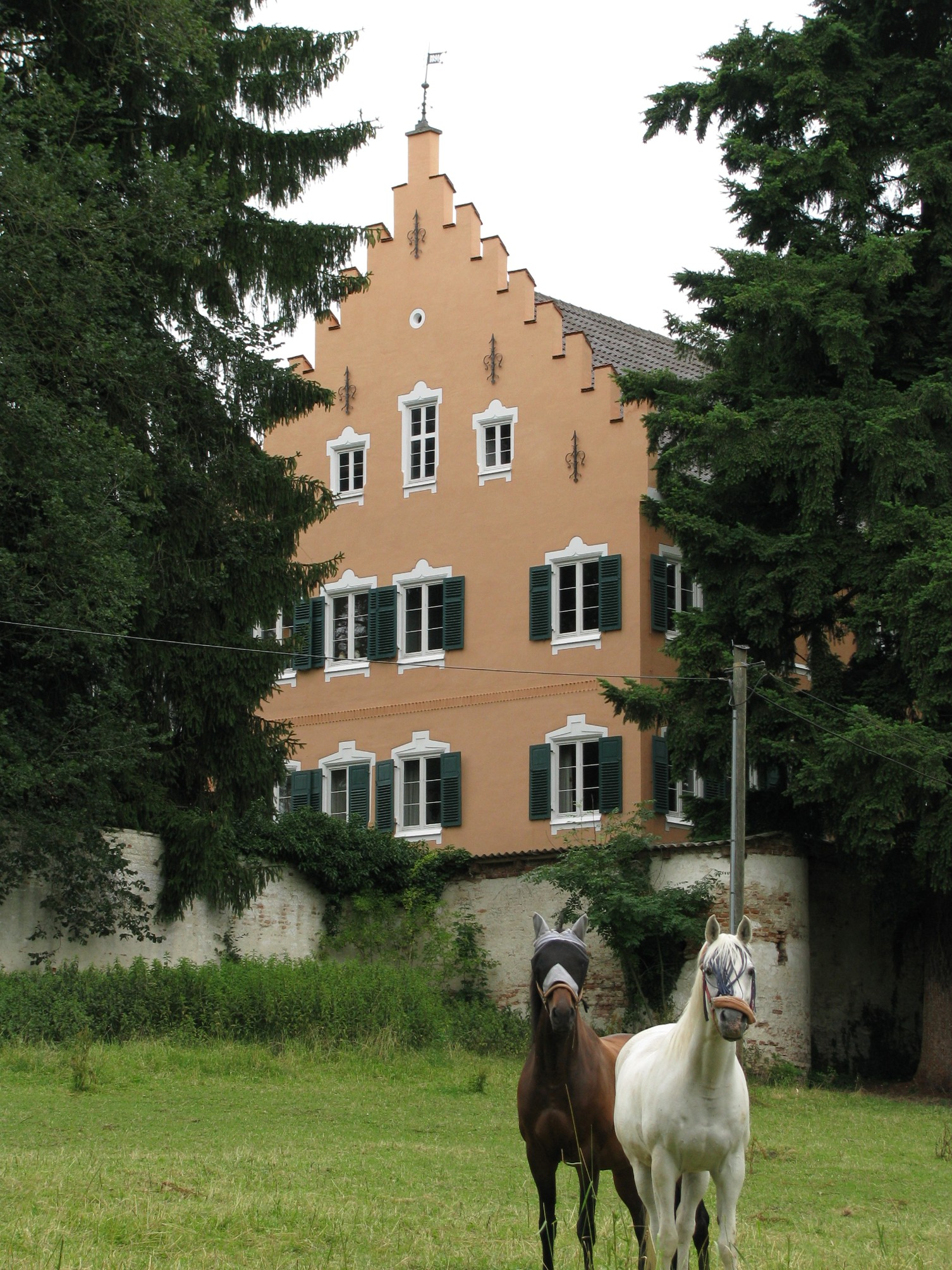
Neugotischer Südgiebel des Schlosses

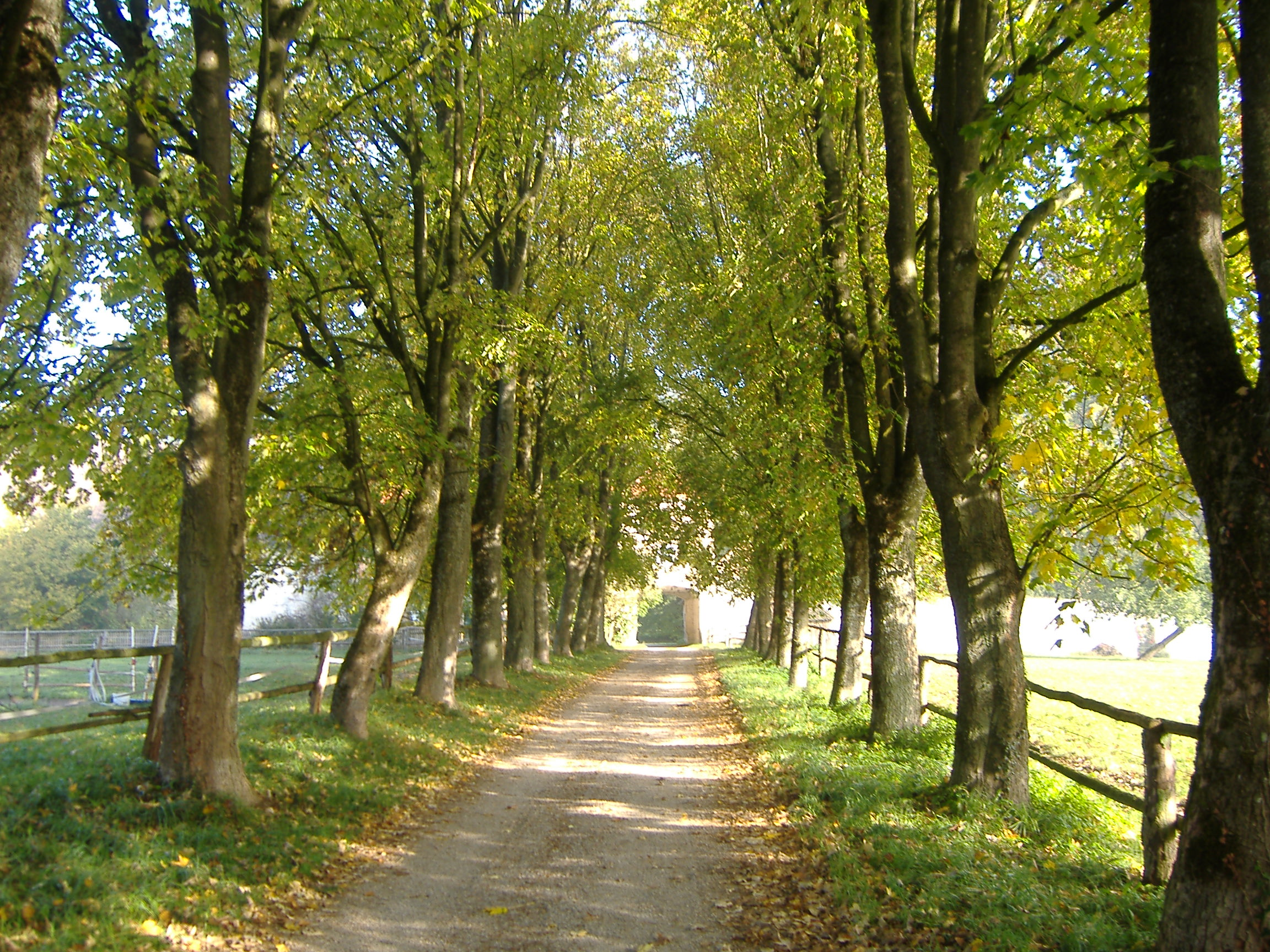
Schlossallee

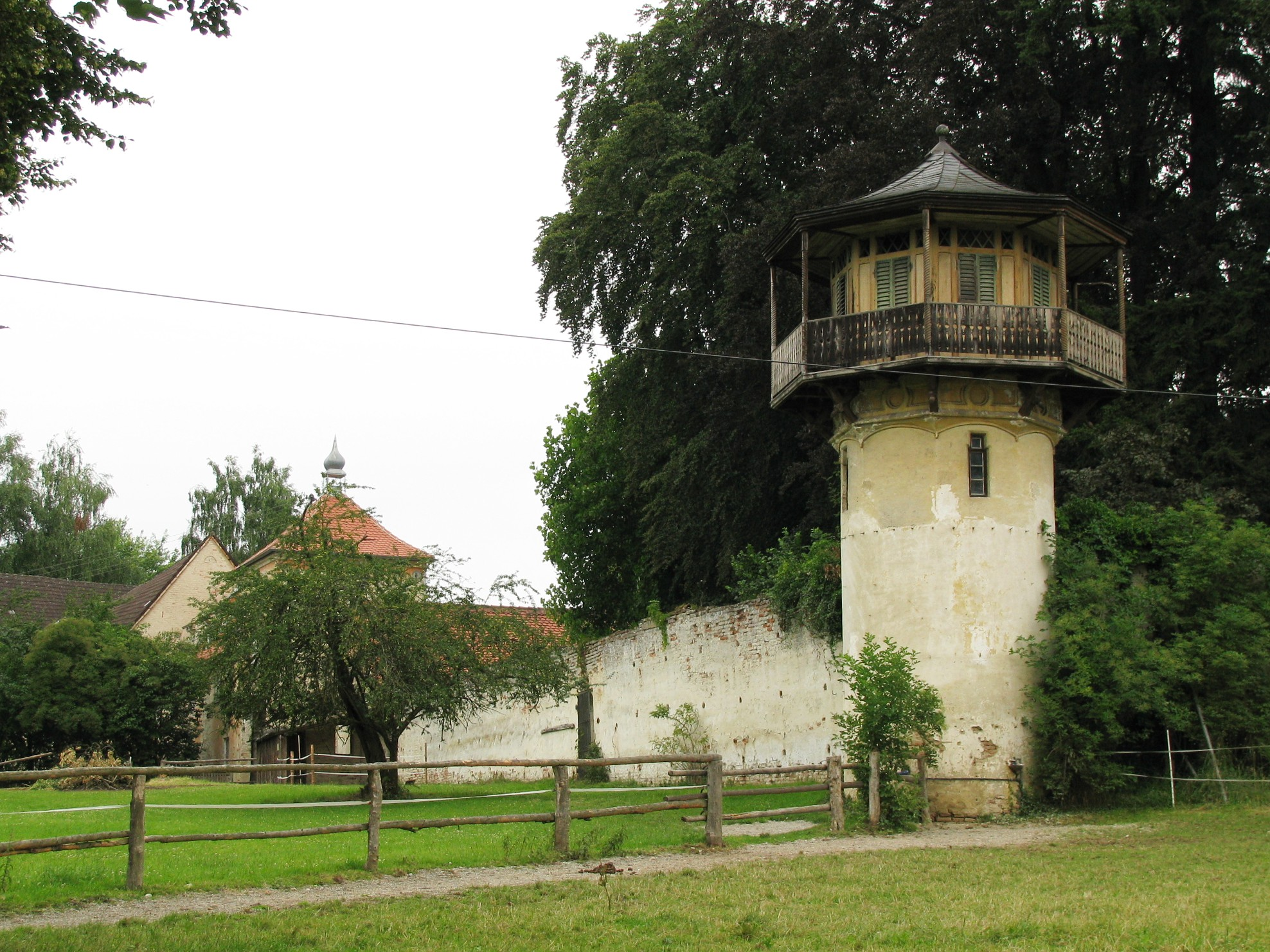
Sogenannter Malakowturm

Schloss Hammel liegt im Ortsteil Hammel der Stadt Neusäß im Landkreis Augsburg. Das Schloss ist im Besitz der Familie von Stetten.

## Geschichte
Wolfgang von Paler der Ältere wurde 1550 mit Hammel belehnt. Er veranlasste um 1550/60 einen Schlossneubau. Vermutlich wurde das Gebäude 1648 von den Schweden zerstört. Der neue Besitzer, Raimund Egger, ließ das Schloss wieder aufbauen. Paul III. von Stetten heiratete die Tochter des Raimund Eggers, Anna Maria Barbara, dadurch gelangte das Schloss zu zwei Drittel in die Hände der Augsburger Patrizierfamilie von Stetten. Der Rest fiel später auf Umwegen an das Geschlecht. Mitte des 19. Jahrhunderts erfolgten umfangreiche Renovierungsarbeiten sowie 1891 nach Planung des Augsburger Architekten Jean Keller eine Verlängerung des ost-west gerichteten Flügels (Neubau), ferner eine Erneuerung der Fassadengliederung und Verzierung des Südgiebels mit neugotischen Zinnen. Jean Keller entwarf im Inneren des Schlosses die - hier neobarocke - malerische Ausstattung des großen Saals im Obergeschoss des Ostbaus. An die Kellersche Umgestaltung knüpft die schöne Familiensage, wonach 1891 die neue Schlossherrin, Auguste Monika von Plessen, ihre Heirat und den Einzug in Hammel an drei bauliche Verbesserungen geknüpft habe: ein Wandbild mit dem elterlichen Schloss Kurzen-Trechow/Mecklenburg in ihrem zukünftigen Schlafzimmer, eine Altane (1975/77 abgerissen) und einen Treppengiebel.
Zum Schloss führt eine alte Ahornallee, direkt auf das quadratische Torhaus über dem das Wappen der heutigen Besitzer angebracht ist. Erwähnenswert ist noch der Südostturm der Schlossmauer, der sogenannte Malakowturm, der an die berühmte Schlacht während des Krimkrieges bei der Festung Malakow erinnern soll.